# Parque nacional de Llogara
El parque nacional de Llogara o Llogoraja (Parku i Llogorase en albanés) fue establecido y declarado parque nacional en el año 1966 por el gobierno albanés. Dista unos 40 kilómetros de la ciudad de Vlorë, en lo que sería la frontera entre el mar Adriático y el Jónico. El parque se extiende por una superficie de 1010 hectáreas. Protege específicamente los bosques de la ladera norte del paso de Llogara desde una altura de 470 m s. n. m. a 2018 m s. n. m., desde lo alto del paso puede verse claramente el mar Jónico. En el parque puede verse mucho pino negro, pino bosnio, abeto búlgaro y fresnos. 
Los vientos de la zona han hecho que los árboles se doblen en formas muy interesantes. Una de ellas es "La bandera de pino" Pisha e Flamurit que tiene la forma del águila que aparece en la bandera albanesa. Es un extraño monumento de la naturaleza que visitan los turistas, y que tiene valor científico. 

## Fauna

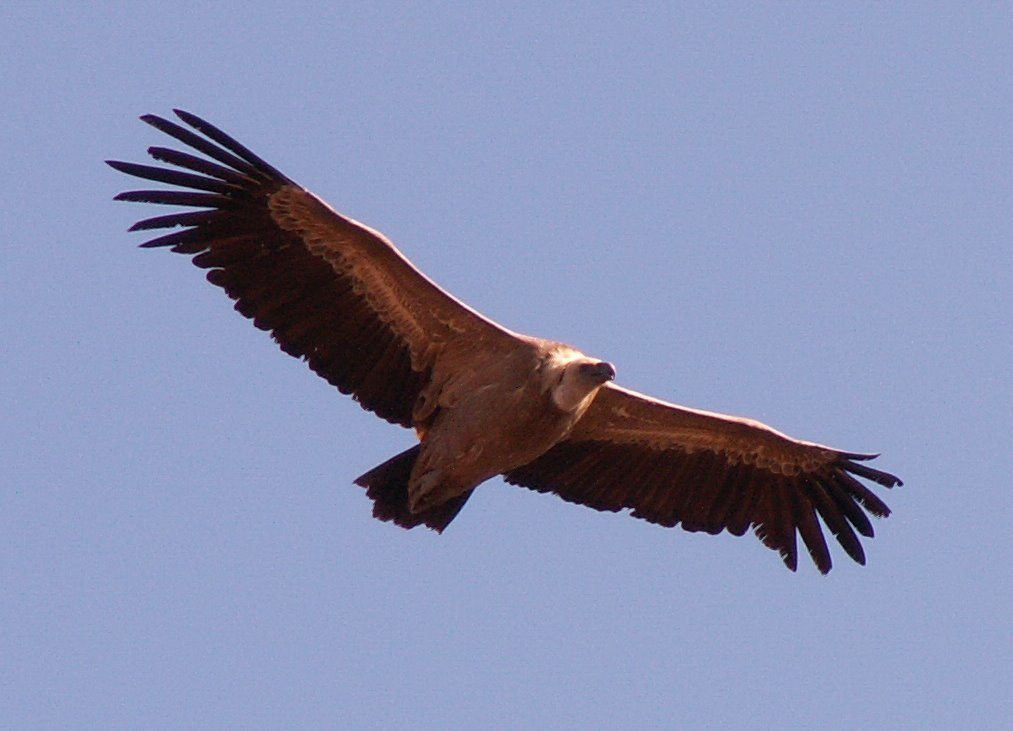
Un buitre leonado, animal que puede encontrarse en este parque nacional albanés.

- Buitre leonado
- Águila real
- Perdiz griega
- Gamo
- Corzo
- Gato montés
- Rebeco
- Ardilla roja
- Nutria
- Marta
- Lobo
- Zorro rojo

## Actividades recreativas
En el parte nacional, a lo largo de la carretera, hay varios restaurante y hoteles que sirven como alojamiento. Existe la posibilidad de practicar senderismo en el parque y las montañas que lo rodean. Es una zona de encuentro de vientos marinos y de montaña, por lo que es adeucado para los deportes aéreos. En el sur de Llogara, fuera del parque, hay un lugar de lanzamiento para tirarse en parapente que se usa todos los años para una competición deportiva internacional.